# Plagiobothrys kingii
Plagiobothrys kingii är en strävbladig växtart som först beskrevs av S. Wats., och fick sitt nu gällande namn av Samuel Frederick Gray. Plagiobothrys kingii ingår i släktet tiggarstavar, och familjen strävbladiga växter. Utöver nominatformen finns också underarten P. k. harknessii.